# 贵州航天医院
贵州航天医院（英語：Guizhou Aerospace Hospital），创建于1938年，位于贵州省遵义市，是一所三级甲等综合医院。

## 历史沿革
1968年，上海市卫生局和上海市第六人民医院响应国家“三线建设”号召，包建了原3417医院，3427医院的前身是上海市结核病第二分院。1970年整体调迁至遵义，1997年两院合并搬迁到遵义市汇川区大连路，1999年更名为“贵州航天医院”,2019年成功创建三级甲等综合医院，同年移交遵义市人民政府管理。

## 外部連結
- 贵州航天医院 （页面存档备份，存于）